# Piłka nożna na Letnich Igrzyskach Olimpijskich 1900
Zawody w piłce nożnej na Letnich Igrzyskach Olimpijskich 1900 w Paryżu rozegrane zostały po raz pierwszy w historii igrzysk olimpijskich. Wystartowały w nich trzy kluby reprezentujące trzy państwa: Belgię, Francję i Wielką Brytanię. 
W ramach piłkarskiego turnieju na Vélodrome de Vincennes rozegrane zostały 20 i 23 października dwa mecze. W pierwszym brytyjski klub Upton Park F.C. pokonał 4:0 francuski zespół wystawiony przez Union des Sociétés Françaises de Sports Athlétiques. W drugim zaś francuska drużyna wygrała 6:2 z belgijskim klubem wystawionym przez Université Libre de Bruxelles.
Początkowo piłka nożna traktowana była jako sport pokazowy, a poszczególnym zawodnikom nie przyznano medali, jednak Międzynarodowy Komitet Olimpijski postanowił uznać zawody za oficjalne. Złote medale przyznał zawodnikom Upton Park F.C., srebrne drużynie z Francji, natomiast brązowe zespołowi z Belgii.

## Medaliści
| Złoto           | Srebro   | Brąz                          |
| --------------- | -------- | ----------------------------- |
| Upton Park F.C. | USFSA XI | Université Libre de Bruxelles |

## Wyniki meczów
| 20 października 1900 | USFSA XI | 0 : 4(0:2) | Upton Park F.C. · Nicholas · Turner · Zealey | Widzów: 500 Sędzia: Maignard (Francja) |
|                      |          |            |                                              |                                        |

| 23 października 1900 | USFSA XI · Peltier · pozostali nieznani | 6 : 2(1:2) | Université Libre de Bruxelles · Spanoghe · van Heuckelum | Widzów: 1 500 Sędzia: Jack Wood (Wielka Brytania) |
|                      |                                         |            |                                                          |                                                   |

## Tabela medalowa
| Lp.   | Państwo               | Złoto | Srebro | Brąz | Razem | Źródło |
| ----- | --------------------- | ----- | ------ | ---- | ----- | ------ |
| 1     | Wielka Brytania (GBR) | 1     | 0      | 0    | 1     | [ 2 ]  |
| 2     | Francja (FRA)         | 0     | 1      | 0    | 1     | [ 2 ]  |
| 3     | Belgia (BEL)          | 0     | 0      | 1    | 1     | [ 2 ]  |
| Razem | Razem                 | 1     | 1      | 1    | 3     |        |

## Składy drużyn
W poniższej tabeli przedstawione zostały składy drużyn uczestniczących w zawodach piłkarskich na Letnich Igrzyskach Olimpijskich 1900.
| Université Libre de Bruxelles | USFSA XI | Upton Park F.C. |
| --- | --- | --- |
| - Albert Delbecque - Hendrik van Heuckelum - Camille Van Hoorden (rezerwowy) - Raul Kelecom - Marcel Leboutte (bramkarz) - Lucien Londot - Ernest Moreau de Melen - Eugène Neefs - Georges Pelgrims (kapitan) - Alphonse Renier - Émile Spannoghe - Eric Thornton | - Pierre Allemane - Louis Bach - Alfred Bloch - Fernand Canelle - R. Duparc - Eugène Fraysse (kapitan w 1. meczu) - Virgile Gaillard - Georges Garnier (kapitan w 2. meczu) - René Grandjean - Lucien Huteau (bramkarz) - Marcel Lambert - Maurice Macaire - Gaston Peltier | - Claude Buckenham - Tom Eustace Burridge - Alfred Chalk - William Gosling - Henry Haslam (kapitan) - James Jones (bramkarz) - John Nicholas - William Quash - Frederick Spackman - Richard Turner - Jack Zealley |

Camille Van Hoorden, który był rezerwowym, oraz Eugène Fraysse nie znajdują się w bazie medalistów olimpijskich Międzynarodowego Komitetu Olimpijskiego.